# التحول في الطاقة

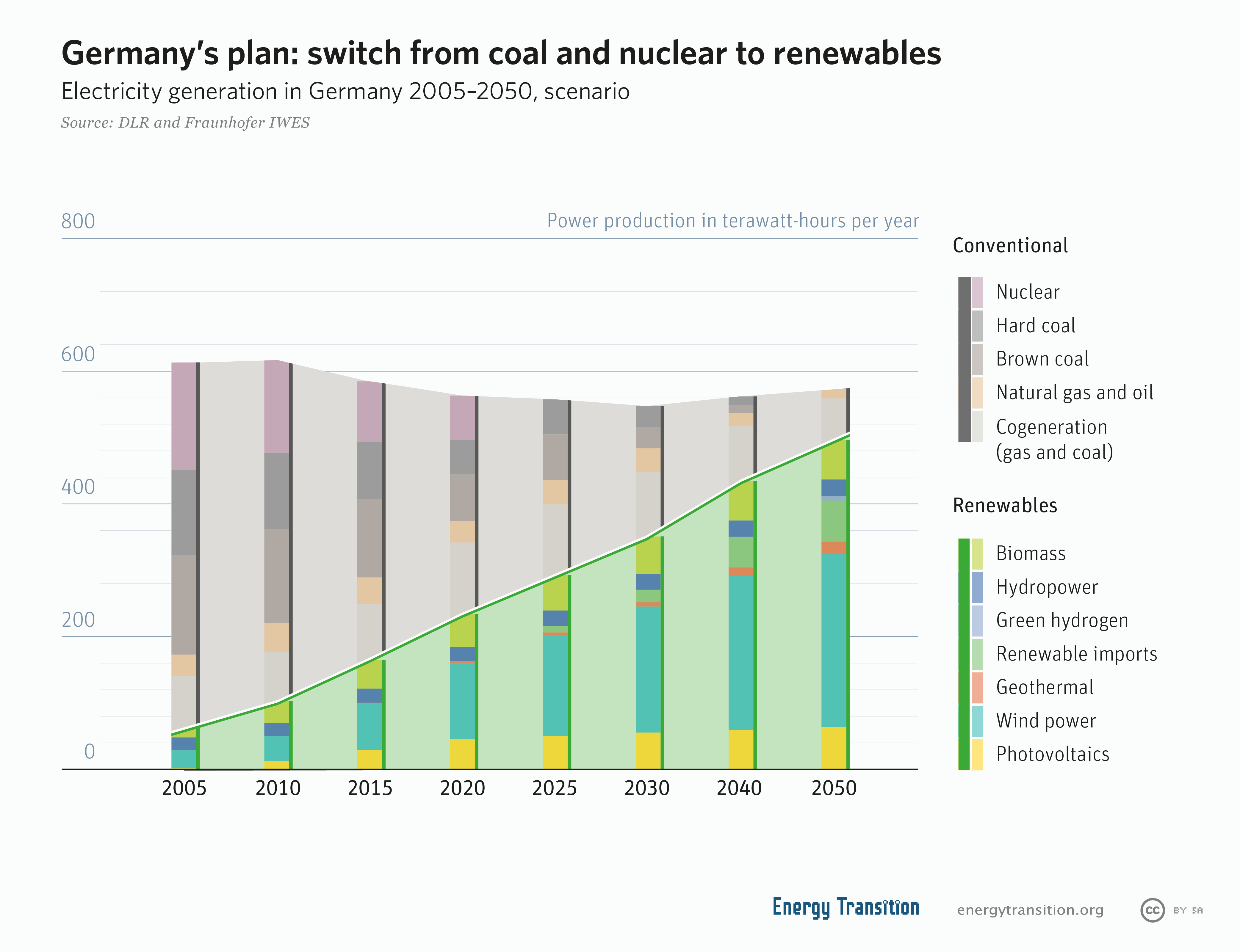
التحول في الطاقة في ألمانيا

التحول في الطاقة، هو الانتقال المستمر من قبل ألمانيا إلى إمدادات طاقة منخفضة الكربون وسليمة بيئيًا وموثوقة ومعقولة التكلفة. يعتزم النظام الجديد الاعتماد بشكل كبير على الطاقة المتجددة (خاصة الرياح، والخلايا الكهروضوئية، والطاقة الكهرومائية)، وكفاءة الطاقة، وإدارة الطلب على الطاقة.
ستُغلق آخر محطة للطاقة النووية في عام 2022، وسيتوقف التوليد الحالي المعتمد على الفحم بحلول عام 2038. مُرر تشريع التحول في الطاقة في أواخر عام 2010 وشمل تخفيضات غازات الاحتباس الحراري بنسبة 80-95% بحلول عام 2050 (مقارنةً بعام 1990) وهدفًا للطاقة المتجددة بنسبة 60% بحلول عام 2050.
شكّل الإلغاء التدريجي للمفاعلات النووية في ألمانيا الجزء المثير للجدل في البرنامج، إذ سيُنتهى منه بحلول عام 2022، من أجل الوصول إلى نظام طاقة متجددة بنسبة 100%. اكتملت هذه العملية غالبًا، مع بقاء ثلاثة مفاعلات متصلة بالشبكة (اعتبارًا من يناير 2022). ما يزال مزيج الطاقة الإجمالي في ألمانيا يحتوي على كثافة عالية من ثاني أكسيد الكربون بسبب الحصة الكبيرة من الفحم والغاز الأحفوري.

## الحالة
نُشرت الوثيقة السياسية الرئيسية التي تحدد التحول في الطاقة من قبل الحكومة الألمانية في سبتمبر 2010، قبل حوالي ستة أشهر من حادث فوكوشيما النووي. مُرر الدعم التشريعي في سبتمبر 2010. أزالت الحكومة استخدام الطاقة النووية كتكنولوجيا تجسير كجزء من سياستها في 6 يونيو 2011 بعد فوكوشيما.
وصف البرنامج لاحقًا بأنه «ثأر ألمانيا من الأسلحة النووية» ونُسب إلى التأثير المتزايد للحركات الخضراء المناهضة للأسلحة النووية إيديولوجيًا في السياسة السائدة. وفي عام 2014 ضغط الوزير الاتحادي للشؤون الاقتصادية والطاقة آنذاك سيغمار غابرييل على شركة فاتينفول السويدية لمواصلة الاستثمار في مناجم الفحم البني في ألمانيا، موضحًا أنه «لا يمكننا التخلي عن الطاقة النووية والتخلي عن توليد الطاقة القائمة على الفحم في نفس الوقت». ذكر جيمس هانسن اقتباسًا مشابهًا من قبل غابرييل في كتابه لعام 2009 «عواصف أحفادي» إذ جادل غابرييل بأن «استخدام الفحم كان ضروريًا لأن ألمانيا كانت بصدد التخلص التدريجي من الطاقة النووية. في فترة كان فيها قرارًا سياسيًا ولم يكن قابلًا للتفاوض».

كُلفت اللجنة الأخلاقية بشأن تأمين إمدادات الطاقة بإجراء تقييم لجدوى التخلص التدريجي من الطاقة النووية والانتقال إلى الطاقة المتجددة في عام 2011، وخلصت إلى:
«إن لجنة الأخلاقيات على اقتناع راسخ بأن التخلص التدريجي من الطاقة النووية يمكن أن يكتمل في غضون عقد من خلال تدابير انتقال الطاقة المعروضة هنا».
حدد ديوان المحاسبة الفيدرالي في ألمانيا عام 2019، أن البرنامج كلف 160 مليار يورو على مدى السنوات الخمس الماضية وانتقد النفقات لكونها «غير متناسبة للغاية مع النتائج». نُظر إلى البرنامج-رغم الدعم الأولي واسع النطاق- على أنه «مكلف وفوضوي وغير عادل» وعلى أنه «فشل ذريع» وذلك اعتبارًا من عام 2019.
نُظر إلى الغاز الأحفوري الروسي على أنه وقود «آمن ورخيص ومؤقت» ليحل محل الطاقة النووية في المرحلة الأولية من عملية التحول في الطاقة، كجزء من السياسة الألمانية لدمج روسيا مع الاتحاد الأوروبي من خلال علاقات تجارية متبادلة المنفعة. قُدم الاعتماد الألماني على واردات الغاز الروسي على أنه «اعتماد متبادل».

### المرحلة الأولية 2013-2016
واصلت الحكومة الائتلافية الجديدة المكونة من الاتحاد الديمقراطي المسيحي/الاتحاد الاجتماعي المسيحي والحزب الديمقراطي الاجتماعي الألماني برنامج التحول في الطاقة بعد الانتخابات الفيدرالية لعام 2013، مع تعديل طفيف فقط لأهدافها في اتفاقية الائتلاف. قُدم هدف وسيط يتمثل في حصة 55-60% من الطاقة المتجددة في إجمالي استهلاك الكهرباء في عام 2035، ووصفت هذه الأهداف بأنها «طموحة». أشار معهد سياسة التحول في الطاقة أغورا في برلين إلى أنه «في حين أن النهج الألماني ليس فريدًا في جميع أنحاء العالم، فإن سرعة التحول في الطاقة ونطاقه استثنائيان». كانت السمة الخاصة لبرنامج التحول في الطاقة مقارنةً بانتقال الطاقة المخطط له هو توقع أن يكون الانتقال مدفوعًا بالمواطنين وليس مرافق الطاقة الكبيرة. وُصف تحول ألمانيا إلى مصادر الطاقة المتجددة بأنه «دمقرطة إمدادات الطاقة». كما سعى برنامج التحول في الطاقة إلى تحقيق مزيد من الشفافية فيما يتعلق بتشكيل سياسة الطاقة الوطنية.
أصبحت ألمانيا- اعتبارًا من عام 2013- تنفق 1.5 مليار يورو سنويًا على أبحاث الطاقة في محاولة لحل المشكلات التقنية والاجتماعية التي أثارتها عملية الانتقال، والتي تقدمها الولايات الفيدرالية الفردية والجامعات والحكومة، إذ قدمت 400 مليون يورو سنويًا. رُفعت مساهمة الحكومة إلى 800 مليون يورو في عام 2017.
جرى تضمين الجوانب المهمة (اعتبارًا من نوفمبر 2016):
| الهدف                                               | 2016                   | 2020                   | 2030                   | 2040                   | 2050                   |                        |
| انبعاثات غازات الاحتباس الحراري                     |                        |                        |                        |                        |                        |                        |
| انبعاثات غازات الاحتباس الحراري (سنة الأساس 1990)   | −27.3%                 | −40%                   | −55%                   | −70%                   | −80 to −95%            |                        |
| الطاقة المتجددة                                     |                        |                        |                        |                        |                        |                        |
| الحصة من إجمالي استهلاك الطاقة النهائي              | 14.8%                  | 18%                    | 30%                    | 45%                    | 60%                    |                        |
| الحصة من إجمالي استهلاك الكهرباء                    | 31.6%                  | 35%                    | 50%                    | 65%                    | 80%                    |                        |
| الحصة استهلاك الحرارة                               | 13.2%                  | 14%                    |                        |                        |                        |                        |
| الحصة في قطاع النقل                                 | 6.9%                   | 10%                    | 14%                    |                        |                        |                        |
| الكفاءة والاستهلاك                                  |                        |                        |                        |                        |                        |                        |
| استهلاك الطاقة الأولية (سنة الأساس 2008)            | −6.5%                  | −20%                   |                        |                        | −50%                   |                        |
| إنتاجية الطاقة النهائية (2008-2050)                 | 1.1% سنويًا (2008-2016) | 2.1% سنويًا (2008–2050) | 2.1% سنويًا (2008–2050) | 2.1% سنويًا (2008–2050) | 2.1% سنويًا (2008–2050) | 2.1% سنويًا (2008–2050) |
| إجمالي استهلاك الكهرباء (سنة الأساس 2008)           | −3.6%                  | −10%                   |                        |                        | −25%                   |                        |
| استهلاك الطاقة الأولية في المباني (سنة الأساس 2008) | −18.3%                 |                        |                        |                        | −80%                   |                        |
| استهلاك الحرارة في المباني (سنة الأساس 2008)        | −6.3%                  | −20%                   |                        |                        |                        |                        |
| الاستهلاك النهائي للطاقة في النقل (سنة الأساس 2005) | 4.2%                   | −10%                   |                        |                        | −40%                   |                        |

جرى العمل أيضًا على بحث وتطوير مرتبطان. يتوفر مخطط يوضح تشريعات الطاقة الألمانية في عام 2016.
تجاوزت هذه الأهداف تشريعات الاتحاد الأوروبي والسياسات الوطنية للدول الأوروبية الأخرى. تبنت الحكومة الفيدرالية الألمانية أهداف هذه السياسة، وأسفرت عن توسع هائل في مصادر الطاقة المتجددة، وخاصة طاقة الرياح. زادت حصة ألمانيا من مصادر الطاقة المتجددة من حوالي 5% في عام 1999 إلى 22.9% في عام 2012، متجاوزة متوسط منظمة التعاون الاقتصادي والتنمية البالغ 18% من استخدام مصادر الطاقة المتجددة.
يضمن المنتجون تعريفة جمركية ثابتة لمدة 20 عامًا، مما يضمن دخلًا ثابتًا. أُسست تعاونيات في مجال الطاقة، وبُذلت جهود لتحقيق اللامركزية في السيطرة والأرباح. إلا أن التصاميم الاستثمارية السيئة تتسبب أحيانًا في حالات الإفلاس وانخفاض العائدات، وتبين أن الوعود الحالمة بعيدة عن الواقع.